# David Rappaport
Pour les articles homonymes, voir Rappaport.
David Stephen Rappaport (23 novembre 1951 – 2 mai 1990) est un acteur britannique nain atteint d’achondroplasie, connu pour ses rôles dans des séries télévisées. Il a aussi joué dans Bandits, bandits de Terry Gilliam et La Promise avec Sting.

## Biographie
Issu d'une famille juive de Londres, il s'est dirigé tôt vers la musique et le théâtre. Il joue notamment dans Bandits, bandits de Terry Gilliam le rôle de Randall, le chef des voleurs, ainsi que dans La Promise de Franc Roddam aux côtés de Sting.
Il est surtout connu en France comme Simon McKay, le personnage principal de la série Le Magicien. Il y était accompagné de Douglas Barr et Fran Ryan et interprétait un inventeur de génie à la philosophie généreuse. Un garde du corps devait empêcher qu'on l'enlève pour lui extorquer ses inventions.
Il apparaît aussi dans des séries télévisées telles que La Loi de Los Angeles, Jigsaw avec Sylvester McCoy, mais également dans des émissions pour enfants.
Rappaport luttait contre la dépression, et se suicida dans un parc de la Vallée de San Fernando avec un revolver acheté 15 jours plus tôt. Il avait été choisi pour interpréter le rôle de Kivas Fajo dans Star Trek : La Nouvelle Génération (Star Trek: The Next Generation), et les scènes de l'épisode furent retournées avec Saul Rubinek. Son corps fut rapatrié au Royaume-Uni où il est enterré au cimetière de Waltham Abbey dans l'Essex.

## Filmographie

### Acteur

#### Cinéma
- 1973 : Turkish Délices (Turks fruit) de Paul Verhoeven : Dwarf
- 1978 : Mysteries de Paul de Lussanet : Le nain
- 1979 : Black Jack de Ken Loach : Tom Thumb's Army
- 1979 : Cuba de Richard Lester : Jesus
- 1981 : Bandits, bandits (Time Bandits) de Terry Gilliam : Randall
- 1984 : L'Épée du vaillant (Sword of the Valiant: The Legend of Sir Gawain and the Green Knight) de Stephen Weeks : Sage
- 1985 : La Promise (The Bride) de Franc Roddam : Rinaldo, le nain
- 1989 : Luigi's Ladies (en) de Judy Morris : Luigi

#### Téléfilms
- 1981 : John Diamond de Eric Davidson : Mr Seed
- 1984 : The Gourmet de Michael Whyte : Dr Grosvenor
- 1986 : The Madness Museum de Nigel Evans : Ghengis
- 1989 : Peter Gunn de Blake Edwards : Speck

#### Séries télévisées
- 1973 : Arthur, roi des Celtes (Arthur of the Britons) : Wood Person
- 1977 : The London Weekend Show :
- 1978 : Do You Remember? : Pedro
- 1978 : Le Club des cinq (The Famous Five) : L'assistant de monsieur Wooh
- 1979 : Jigsaw (en) : O-Man
- 1980 : Q5 : Little Dave
- 1981-1982 : The Goodies (en) : Robot (voix) / Chef Dwarf
- 1982 : There's a Lot of It About : Various Characters
- 1982 : Les Branchés débranchés (The Young Ones) : Shirley / Ftumch
- 1982 : Tiswas (en) : Shades
- 1983 : Monaco Franze – Der ewige Stenz (en) :
- 1984 : The Saturday Show (en) : Shades
- 1984 : Dramarama : Luko
- 1985 : Screen Two (en) : Arthur
- 1985 : The Kenny Everett Television Show : Various
- 1985 : Summer Season : Chimp
- 1986 : Histoires fantastiques (Amazing Stories) : Troll
- 1986 : Le Juge et le Pilote (Hardcastle and McCormick) : Cluracan
- 1986 : Robin of Sherwood : Skulley
- 1986-1987 : Le Magicien (The Wizard) : Simon McKay
- 1987-1989 : La Loi de Los Angeles (L.A. Law) : Hamilton Schuyler
- 1988 : Flic à tout faire (en) (Hooperman) : Nick Derringer
- 1988 : Mr. Belvedere : Galen Belvedere
- 1989 : A Fine Romance (en) : Dr Tomas
- 1990 : Beyond the Groove : Sir Harold Blandford
- 1990 : Capitaine Planète (Captain Planet and the Planeteers) : MAL (voix)

### Scénariste
- 1990 : Beyond the Groove